# Taxachauffør
Taxachauffør er betegnelsen for en person, der erhverver sig ved at transportere passagerer i en taxa.
De første hestetrukne taxaer så dagens lys i Paris og London i starten af 1600-tallet som en reaktion på større og større afstande i de hastigt voksende metropoler